# Jean Schoonjans
Jean Damien Louis Alphonse Schoonjans, né le 31 octobre 1897 à Louvain et mort le 10 septembre 1976 à Bruxelles (province de Brabant), est un prêtre catholique, historien et enseignant belge.
L'abbé Jean Schoonjans s’est signalé comme polémiste et surtout comme auteur de manuels scolaires et d’ouvrages de vulgarisation du passé national belge. Il fut un précurseur dans ce domaine, notamment par les six volumes de la série de chromos Nos Gloires destinés à la jeunesse (1949-1961), premier ouvrage des éditions Historia.
Historien formé à l’Université catholique de Louvain, Jean Schoonjans a enseigné dans trois écoles secondaires successives (de 1920 à 1952) ainsi qu’à la Faculté de philosophie et lettres de l’Institut Saint-Louis, embryon de l’actuelle Université Saint-Louis - Bruxelles, de 1932 à 1965. Ce double parcours et le cumul durant 20 ans de deux niveaux d’enseignement (secondaire et universitaire) explique les singularités de son parcours. Oublié et méconnu jusqu’il y a peu, ce parcours est paradoxal à plusieurs égards. Pédagogue et vulgarisateur de talent, intellectuel méticuleux et scrupuleux, novateur et entreprenant, Jean Schoonjans se place toutefois en porte-à-faux de l’évolution historiographique par sa visée patriotique et édifiante, et par sa lecture unilatéralement belgiciste du passé national (sans égard pour les perspectives grand-néerlandaise, flamande ou wallonne). Ses publications partagent donc les deux revers, positifs et négatifs, de cette médaille[réf. nécessaire].
L’intérêt de la figure de Jean Schoonjans est évident dans une triple perspective. D’abord du point de vue du renouveau d’intérêt pour les anciens manuels scolaires d’histoire et pour la manière dont ils présentent le passé. Ensuite du point de vue du rôle public de l’historien et de son implication dans la cité. Enfin, du point de vue de l’histoire de l’illustration, des amateurs et des collectionneurs, de par sa collaboration avec des illustrateurs et dessinateurs de talent comme Jean-Léon Huens (1921-1982), Auguste Vanderkelen (1915-1991) ou encore les époux Fred Funcken (1921-2013) et Liliane Funcken (1927-2015)[réf. nécessaire].

## Contexte familial et formation
Jean Schoonjans est le fils de Jean-Baptiste Schoonjans et Marie Julia Renier. Originaires de Gand (Belgique, chef-lieu de la province de Flandre orientale), ceux-ci se sont installés à Louvain (Belgique, à l’époque chef-lieu d’arrondissement de la province du Brabant ; depuis 1995 chef-lieu de la province du Brabant flamand). C’est dans cette ville que Jean naît le 31 octobre 1897.
C’est durant la Première Guerre mondiale, en Belgique occupée, que Jean Schoonjans entame ses études supérieures. Il étudie au Grand Séminaire de Malines (1916-1919) puis à l’Université catholique de Louvain (1919-1921). Il est ordonné prêtre le 11 avril 1920. À Louvain, il obtint successivement la candidature en sciences morales et historiques (1920, programme de deux années concentré en un an) puis la licence en sciences morales et historiques (1921). Il ne réalisera pas de thèse de doctorat par la suite. Parmi ses professeurs à l’université, il eut notamment Léon Van der Essen et Charles Terlinden.

## Parcours professionnel
Avant même d’avoir obtenu son diplôme de second cycle (la licence en sciences morales et historiques), il entame une longue carrière de professeur dans l’enseignement secondaire. Il est d’abord professeur au Petit Séminaire de Basse-Wavre (1920-1925), ensuite au Collège Saint-Pierre à Uccle (1925-1932), enfin dans la section humanités de l’Institut Saint-Louis à Bruxelles (1932-1952). Simultanément, il occupe une chaire d’histoire ecclésiastique à l’École des sciences philosophiques et religieuses de l’Institut Saint-Louis (1927-1939), dont les leçons publiques sur le thème de L’Inquisition seront publiées en 1932, et est nommé chargé de cours à la Faculté de philosophie et lettres du même Institut (1932/33-1965), ancienne dénomination de l'actuelle Université Saint-Louis - Bruxelles. Cette dernière charge se limite à un cours d’Exercices, l’essentiel de l’enseignement de l’histoire étant assuré par le chanoine Fleury De Lannoy. Aumônier de réserve, Jean Schoonjans sera mobilisé pour deux courtes périodes en 1938 et 1939 et admis à la démission en janvier 1940. L’année 1940 est aussi marquée par la préparation et l’impression —du moins sur épreuves— de son manuel Notre Histoire pour le secondaire (1940/1945, 6e éd. 1960). Il sera impliqué dans des actions de résistance au sein de l’Institut et arrêté par l’Occupant. Il fut emprisonné du 16 avril au 5 juin 1943, au motif notamment d’avoir imprimé et diffusé Notre Histoire, non autorisé. Par ailleurs, la succession du chanoine De Lannoy lui échappera au profit d’un docteur en histoire, le futur monseigneur Aloïs Simon, nommé en 1942. Après la guerre, son portefeuille de cours en Faculté s’accroit toutefois progressivement, au point qu’il est nommé au grade de professeur en 1950 et quitte définitivement l’enseignement secondaire en 1952. Émérite le 20 juillet 1965, il quitte peu après l’Institut Saint-Louis où il demeurait depuis l’entre-deux-guerres. Il meurt en 1976. Il est titulaire de la Croix de Prisonnier politique et de plusieurs distinctions dans les ordres nationaux (au titre du ministère de l’Instruction publique) : il a ainsi obtenu les grades de Grand Officier (1965) de l’Ordre de la Couronne, de Chevalier (1946) de l’Ordre de Léopold, et de Grand Officier (1959) de l’Ordre de Léopold II.

## Publications de Jean Schoonjans

### Publications pédagogiques: une activité précoce et soutenue
Très tôt, Jean Schoonjans publie des manuels scolaires, qui seront longtemps réédités : Résumé d’histoire de Belgique, préfacé par son ancien maître Léon Van der Essen (1926, 7e éd. 1968), Les Temps modernes (1928, 4e éd. 1954, trad. néerl. 1937), Cahiers d’histoire universelle (1934, 10e éd. 1965), Notre histoire (1940, 6e éd. 1960). Il prend aussi la plume dans la revue de l’enseignement catholique, Nova et Vetera, où il rédige des comptes rendus d'ouvrages et expose ses conceptions sur l'enseignement de l'histoire.

### Publications de vulgarisation: un rôle pionnier
Dès 1930, il avait publié Vos Aînés, sous les auspices de l’action catholique de la jeunesse belge (ACJB), un des mouvements d’action catholique fleurissant à l’époque. Cet ouvrage sortait à l’occasion du centenaire de l’Indépendance nationale (1830-1930) et donnait un résumé de l’Histoire de Belgique depuis l’Antiquité jusqu’à la Grande Guerre. L’ouvrage était illustré de sa main.
En 1945, l’album illustré Et nous nous rappelons (en néerlandais Wij volgen fier) sort dans les deux langues nationales. Bien que non signée cette fois, l’illustration (dessins au trait) est probablement à nouveau de sa main.
C’est aussi à cette époque, lorsqu’il voit sa charge s’accroître en Faculté puis qu'il quitte définitivement l’enseignement secondaire (1952) que ses publications de vulgarisation historique pour la jeunesse prennent de l’ampleur. De 1949 à 1961, il sera le concepteur et scénariste de la série Nos Gloires, paraissant dans les deux langues nationales (en néerlandais ‘Lands Glorie). Celle-ci consiste en 6 albums de chromos publiés par la maison d’édition Historia, créée pour l’occasion. Il rédigera les textes des six albums et il fournit conseil et documentation aux deux illustrateurs, Jean-Léon Huens et Auguste Vanderkelen.
Pilier des Éditions Historia, dont il présidera le conseil d’administration, il rédigea également les textes pour le porte-folio Vieilles pierres de Bruxelles (1958) et pour les albums de chromos Histoire des villes(1960-1965, 6 vol.), qui paraissent également en néerlandais.
Pour l’hebdomadaire Tintin, il publiera une Histoire du monde (1955-1962), dont il assure le texte et le scénario, les vignettes étant dessinées par les époux Fred Funcken et Liliane Funcken. Une partie sera reprise en trois albums publiés aux éditions du Lombard de 1958 à 1962.
Mentionnons encore ses Femmes belges (1952), recueil édifiant de figures exemplaires du passé national, destiné cette fois à un public adulte.
Pour un public général, il rédigea également dans l’entre-deux-guerres un article pour la revue Psyché et un autre pour la Revue catholique des idées et des faits. À la Libération et dans l’après-guerre, il collabora au quotidien catholique La Libre Belgique, notamment dans le cadre de la Question royale (1944-1950) avec des papiers polémiques en faveur du retour de Léopold III. Une partie de ces textes est reprise dans le recueil Pour la Couronne (1947).

### Publications scientifiques: une absence d'insertion dans la recherche
Bien qu’en théorie sa licence en sciences morales et historiques l’y préparât, Jean Schoonjans n’a pas développé d’activité de chercheur, contrairement à d’autres prêtres-enseignants historiens. Tout au plus a-t-il rédigé trois articles en matière d’histoire de l’Église en faisant usage d’archives. Mais son approche y reste très factuelle et énumérative, sans vraiment passer au stade de la problématisation et de l’interprétation historienne.
Par ailleurs, son livre sur l’Inquisition n’est pas d’un niveau académique très poussé, que ce soit sur le plan historique ou théologique : il a la forme d’une agréable causerie, écho des leçons publiques pour dans lesquelles ce texte trouvait son origine. Il fut critiqué dès sa sortie pour son manque de problématisation du sujet, par un commentateur de la presse catholique.
Malgré cela, et bien qu’il n’a jamais obtenu de doctorat, Jean Schoonjans fut bel et bien nommé à un poste de professeur de Faculté. Une telle situation, bien que non généralisée, était possible dans le contexte de l’époque, et venait probablement couronner ses talents pédagogiques indéniables et appréciés. Mais la conséquence en était que, tant dans son enseignement que dans son activité pionnière de vulgarisation, la conception du passé véhiculée par l’abbé Schoonjans ne relevait pas d’une problématisation du passé national par un historien-chercheur mais bien du bagage culturel et idéologique d’un historien-conteur engagé dans un sens patriotique et « belgiciste » (=favorable à une Belgique unitaire, légitimée par le passé national, et sans décentralisation régionale).

## Conception de l’histoire et apports de Jean Schoonjans
N’étant pas un chercheur, Jean Schoonjans n’a pas contribué au développement scientifique des connaissances historiques ni même à une diffusion véritablement critique des connaissances. La connaissance qu’il diffuse relève dès lors de la simple transmission et non du savoir critiquement élaboré par un chercheur en interaction avec ses pairs. C’est bien plus un discours mémoriel que relaie Schoonjans, avec autant d’application que de naïveté, qu’un discours historien. C’est évidemment sous l’angle de cette distinction qu’il faut apprécier et analyser sa production. Par contre, il s’est révélé comme un pionnier de l’histoire publique (Public History) avant la lettre. Si le contenu reste plutôt conventionnel et unilatéral, la forme et la manière s’avèrent novatrices.
Il faut d’abord relever un souci de communication, ancré dans le sentiment d’un devoir de formation et de transmission des connaissances. L’abbé Schoonjans était un enseignant particulièrement soucieux de son devoir et exigeant envers lui-même. Il plaçait haut la barre quant aux objectifs de formation et d’instruction, ainsi qu’il ressort de ses propres écrits. Il était apprécié de ses élèves et captivait son public ; les témoignages évoquent en effet son talent de conteur et sont corroborés par le ton de plusieurs de ses ouvrages. On peut évoquer notamment les textes de presse repris dans Pour la Couronne dont plusieurs adoptent la forme littéraire du conte ou de la nouvelle, ou les causeries de L’Inquisition. Son talent de communication passait par la parole mais aussi par le dessin. Il dessinait abondamment au tableau pour accompagner ses leçons mais aussi dans ses publications. Il peut s’agir de dessins signés de sa main (Vos Aînés) ou de dessins qui peuvent lui être attribués sur base stylistique (Et nous nous rappelons, Femmes belges). Un cran plus loin, ce souci de communication par l’image dessinée prend la forme d’une collaboration avec des illustrateurs professionnels de premier plan (Jean-Léon Huens, Auguste Vanderkelen, les époux Fred Funcken et Liliane Funcken).
Ensuite, il faut relever le choix, assez inattendu et révolutionnaire à l’époque pour un professeur de Faculté, de s’impliquer dans une entreprise privée, les éditions Historia, dans les finalités étaient commerciales et publicitaires (il s’agissait de collectionner des points sur divers produits de consommation courantes, puis de les échanger contre des chromos à coller dans les albums vendus par Historia). Schoonjans a franchi ce Rubicon, conscient de la portée éducative d’un tel medium de masse.
Assurément, Schoonjans peut être considéré comme un pionnier, méconnu jusqu’il y a peu, d’une forme de public history. Mais la vision qu’il développe n’est ni neuve ni originale. La vision du passé présentée dans ses manuels et dans ses ouvrages pour le grand public est tributaire de l’enseignement reçu durant sa formation, voire de réminiscences d’ouvrages historiques du 19e siècle, ainsi que de l’idéologie de Schoonjans lui-même. S’agissant du passé belge, sa perspective est belgiciste et francophone, mais aussi catholique. Elle est teintée de léopoldisme et de l’expérience de la Résistance. Sans grande originalité, Schoonjans défend l’idée d’un caractère national transhistorique, incarné par des acteurs individuels lors des générations successives de Belges depuis l’Antiquité. Il incite les nouvelles générations à reprendre le combat pluriséculaire pour la liberté des Belges et l’indépendance du pays. Bien qu’ancré dans un milieu catholique conservateur et ayant réalisé toute sa carrière en français, il se montre clairement favorable à la tolérance religieuse et à l’équité de traitement entre les communautés linguistiques constitutives de la Belgique (flamande et franchophone). Son attachement aux institutions démocratiques et son rejet de l’antisémitisme sont clairement affirmés. Mais il s’agit bien d’une version unanimiste du belgicisme. Schoonjans reste en effet imperméable à la pluralité des cadres inteprétatifs possibles pour l’histoire « nationale » dans l'espace belge : pas d’histoire conçue dans un cadre territorial ou identifitaire flamand, grand-néerlandais ou wallon. Par delà sa clé d’analyse, Schoonjans ne relaie que les aspirations nationales belges et non les aspirations nationales flamandes ou régionales wallonnes qui leur faisaient concurrence. Qu’il partage ce travers avec beaucoup de ses contemporains n’y change rien. Par rapport aux critères en vigueur à son époque parmi les historiens, certainement après la Seconde Guerre mondiale mais déjà en partie avant celle-ci, une telle présentation était insuffisante, voire caricaturale à certains égards. Il ne s’agit pour autant pas de « falsifier » le passé, comme un hebdomadaire l’a écrit récemment de façon quelque peu abusive: il s’agit plutôt d'avoir fourni une interprétation historienne insuffisamment réfléchie, discutable et critiquable, qui se réduit souvent, dans les publications de vulgarisation, à un simple discours mémoriel. C’est bien le choix d’une grille de lecture qui est en cause, pas une quelconque volonté de tromper, de falsifier, de mentir, de manipuler, qu’on ne trouve pas chez Schoonjans et ses comparses. On peut parler d’œillères, c’est plus qu’évident ; on ne peut pas parler de complot. En réalité d’ailleurs, il s’agit d’une difficulté que l’on trouve dans toute écriture d’une histoire nationale (l’histoire de Flandre, l’histoire de France, ou celle du Canada, par exemple, et surtout leurs mémoires, sont tout autant l’objet de « fabrications » contestables, sans qu’il soit nécessairement question de manipulations sournoises). Par ailleurs, le discours de Schoonjans n’est pas exempt de connotations morales : il vise à l’éducation patriotique de ses lecteurs. Qu’une telle forme d’histoire édifiante et patriotique se retrouve dans d’autres publications analogues (y compris dans les milieux de l’enseignement officiel non-catholique), montre qu’il s’inscrivait dans l’esprit d’une époque mais ne justifie pas son manque de recul sur la question des nationalités en Belgique. On ajoutera que dans Pour la Couronne, fût-ce de bonne foi, Schoonjans instrumentalise allègrement le passé au profit d’une cause politique.

## État de la question sur Jean Schoonjans
La figure de l’abbé Schoonjans était quelque peu oubliée jusqu’il y a peu. Il existait bien trois notices de dictionnaires, incomplètes et mal équilibrées. On disposait aussi de deux notices nécrologiques et d'un who's who, fort anciens et de toute évidence à compléter. La réédition de la série Nos Gloires en 2002-2003 a permis d'attirer à nouveau l'attention sur son nom, bien qu'il demeure à l'époque au second plan par rapport à ses illustrateurs: cette réédition était en effet motivée par l'intérêt graphique et esthétique de la série, non par le contenu des textes, jugés surannés. Une étude présentée lors d’un colloque scientifique en 2012 et publiée en 2015 a pour la première fois reconstitué le parcours social et intellectuel de J. Schoonjans, en le recontextualisant de façon critique. Un essai de bibliographie critique y est joint. D’autres contributions s’attachent au traitement de sujets ou périodes spécifiques de l’histoire de Belgique, de Flandre et de Wallonie par Schoonjans dans la série Nos Gloires et sur son interaction avec les illustrateurs de cette série. Il n’existe pas encore d’étude approfondie de ses autres écrits, qu’il s’agisse des manuels scolaires (méthode et contenu), des articles de presse ou des œuvres de vulgarisation.

## Œuvres de Jean Schoonjans
Une bibliographique critique a été publiée en 2015. Elle demeure provisoire. Elle permet tout de même d'établir une première liste de publications, dont voici la substance:
- Résumé d’histoire de Belgique, préfacé par Léon Van der Essen, Bruxelles, Albert Dewit, 1926 ; 7e éd. 1968.
- Les Temps modernes, Bruxelles, Albert Dewit, 1928 ; 4e éd. 1954 ; trad. en néerlandais : De Nieuwe Tijden, Bruxelles, Universum,1937.
- Vos aînés. Aux jeunes de 1930, Louvain, Éditions Rex, 72 p., dessins, in-8°.
- Nos Rois « Défenseurs de la Cité », dans Psyché. Le miroir des belles choses. Revue bimensuelle mondaine de l’élégance et du home, 8e année, sans n°, s.d. [juin 1931], Bruxelles, p. 63-67.
- L’Inquisition, Bruxelles, Éditions de la Cité chrétienne, 1932, 172 p.
- L’Inquisition espagnole dans Nova et vetera. Revue d’enseignement et de pédagogie éditée par la Fédération nationale de l’enseignement moyen libre de Belgique, 15e année , no 4, octobre 1933, p. 583-597. Reprise partielle de l’ouvrage de 1932.
- L’Enseignement de l’Histoire en Humanités, dans Nova et vetera. Revue d’enseignement et de pédagogie éditée par la Fédération nationale de l’enseignement moyen libre de Belgique, 16e année, no 4, octobre 1934, p. 493-501.
- Cahiers d’histoire universelle, Bruxelles, L’Édition universelle, 1934, 153 p., ; 10e éd. 1965.
- Castra Dei. La situation religieuse des armées d’Alexandre Farnèse, dans la Revue catholique des idées et des faits, 15e année, n° 34, 15 novembre 1935, p. 3-9.
- Notre Histoire, Bruxelles, L’Édition universelle, s.d. [1940], 425 p. ; 5e éd. 1960.
- Princesses de chez nous, dans Nova et vetera. Revue d’enseignement et de pédagogie de l’enseignement moyen libre de Belgique, 23e année, no 1-2, 1942, p. 5-20.
- Et nous nous rappelons..., Bruxelles, L’Édition universelle, 1945, non paginé [56 p.], dessins et texte, in-8° carré.
- Wij volgen, fier..., Bruges-Bruxelles, De Kinkhoren, non paginé [56 p.], dessins et texte, in-8°. Traduction flamande du précédent.
- Pour la Couronne, Bruxelles, Éditions universitaires, 1947, 140 p. Recueil d’articles polémiques parus dans le quotidien La Libre Belgique.
- Castra Dei. L’organisation religieuse des armées d’Alexandre Farnèse, dans Miscellanea historica Leonis van der Essen, Bruxelles-Paris, t. I, Éditions universitaires, (Recueil de travaux d’histoire et de philologie de l’Université de Louvain, 3e série, vol. 28), p. 523-540. Reprise, légèrement adaptée, du texte de 1935 paru sous le même titre.
- Nos Gloires, 6 vol., Bruxelles, Éditions Historia, s.d. [1949-1961], albums illustrés de chromos, in-4°. Textes de J. Schoonjans ; illustrations de J.-L. Huens et A. Vanderkelen. Réédition[18] posthume avec modification de la mise en page : Histoire illustrée de Belgique, 3 vol., Bruxelles, Éditions Racine, 2002-2003, in-4°.
- ‘s Lands Glorie, 6 vol., Bruxelles, Historia, s.d. [1949-1961], albums illustrés de chromos, in-4°. Textes de J. Schoonjans; illustrations de J.-L. Huens et A. Vanderkelen. Traduction flamande du précédent. Réédition posthume partielle (seulement 166 chromos sur 534) : ‘s Lands Glorie, Tielt, Lannoo, 2005, 192 p.
- Femmes belges, Bruxelles, L’Édition universelle, 1952, 147 p., ill., in-8°.
- L’Incivisme au XVIIe siècle, dans La Revue générale belge, 90e année, 15 juin 1954, p. 1271-1290.
- Tintin vous raconte... L’Histoire du Monde, textes de J. Schoonjans, dessins de L. et F. Funcken. Planches publiées dans l’hebdomadaire Tintin de 1955 1962 (42e semaine, 19 octobre 1955; 3e semaine, 16 janvier 1962).
- L’Histoire du Monde, 3 albums, Bruxelles, Éditions du Lombard, 1958-1960 (Collection du Timbre Tintin), in-4°. Réédition partielle du précédent. Également en néerlandais sous le titre De Geschiedenis van de wereld.
- La Vie religieuse à Bruxelles sous la domination française, dans Collectanea Mechliniensia, t. XLII, juillet-août-septembre 1957, p. 341-355, 453-469 [pagination du tiré-à- part: p. 1-32].
- Vieilles pierres de Bruxelles, Bruxelles, Historia, s.d. [1958], un porte-folio (15 eaux-fortes et 3 cahiers de 8 p.). Recueil d’eaux-fortes d’H. Mortiaux ; textes de J. Schoonjans. Existe également en néerlandais sous le titre Oude gevels van Brussel.
- Histoire des villes. Vulgarisation de l’histoire par l’image, 6 vol., Bruxelles, Historia, 1960-1965. Textes de J. Schoonjans; illustrations de Claudem (vol. 1) et R. Quintijn (vol. 2-6). Existe également en néerlandais, sous le titre Geschiedenis van de steden. Vulgarisatie van de geschiedenis door het beeld.
- Histoire contemporaine, Bruxelles, Les Éditions comptables, commerciales et financières, 1960 (Centre national d’études supérieures. Bibliothèque générale des sciences économiques. Édition stencilée, 101), 239 p. polycopiées, in-4°.
- Petites histoires de Belgique, publiées dans l’hebdomadaire pour la jeunesse Tintin de 1962 à 1966 (8e semaine, 20 février 1962; 25e semaine, 21 juin 1966). Texte rédactionnel, en collaboration avec les dessinateurs Hugo et Dupa.